# Ilhas Fox

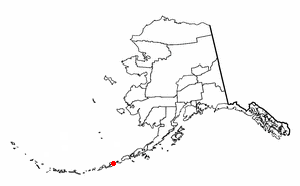
Localização de Unalaska, Alaska

As Ilhas Fox são um arquipélago que ficam a oeste das Ilhas Aleutas, no estado estadunidense do Alasca. As Ilhas Fox são as que estão mais perto do continente da América do Norte.
O arquipélago serviu como local de acontecimentos dos eventos do jogo eletrônico Metal Gear Solid, na ilha fictícia de Shadow Moses.